# 常盤山部屋

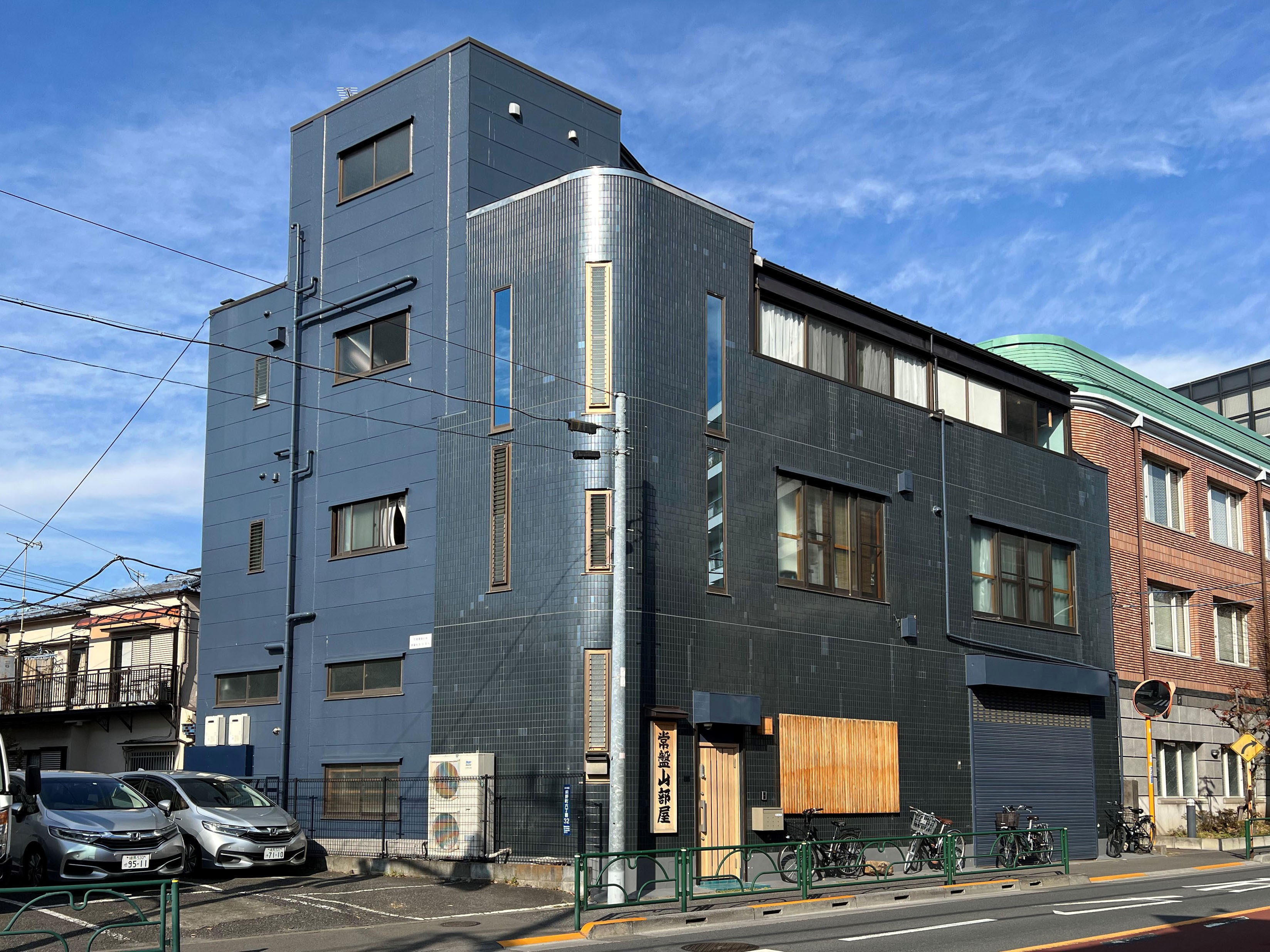
常盤山部屋の外観

常盤山部屋（ときわやまべや）は、日本相撲協会に所属する二所ノ関一門の相撲部屋である。17代常盤山が5年間限りの取り決めで師匠を務めた平成・令和時代の千賀ノ浦部屋についても併せて記述する。

## 歴史

### 千賀ノ浦部屋創設 - 貴乃花一門加入
- 1989年（平成元年）7月場所限りで引退して春日野部屋の部屋付き親方となっていた年寄・19代千賀ノ浦（元関脇・舛田山）が、2004年9月27日に春日野部屋から分家独立して千賀ノ浦部屋を創設した。独立に際しては、拓殖大学の後輩である幕内力士の栃乃洋を内弟子として引き連れる予定であったが、年寄株の譲渡の問題で話がまとまらずに栃乃洋は春日野部屋に留まることになった。同じ拓殖大学の後輩である幕下・栃の山（現・世話人）はこの時に千賀ノ浦部屋へ移籍している。
- 2010年11月場所に舛ノ山が新十両へ昇進し、部屋史上初となる関取が誕生した。2014年6月25日には出羽海部屋から13代稲川（元小結・普天王）が移籍して部屋付き親方となった。
- 2016年4月10日に19代が定年退職を迎えるため、同年3月中旬から部屋の後継者擁立を進めていたものの、所属する出羽海一門内からの後継は13代稲川を含め実現せず、同一門内の他の部屋との合併も条件的に折り合わなかった[1]。そこで19代は貴乃花一門に所属する貴乃花部屋の部屋付き親方である15代常盤山（元小結・隆三杉）に対して千賀ノ浦部屋の師匠に就任することを要請[注 1]、力士の居場所がなくなることを不憫に思った常盤山は、5年後に名跡を元に戻す事を条件として同年4月8日付で19代と名跡を交換、20代千賀ノ浦を襲名して部屋を継承[注 2]。19代は16代常盤山を襲名して部屋付き親方となり定年退職後は日本相撲協会の再雇用制度を利用していたが、2021年4月9日で再雇用契約が終了となり離職した。またこの部屋継承により千賀ノ浦部屋は出羽海一門から貴乃花一門へ移籍した[注 3]。部屋継承後の2016年5月8日に、部屋付き親方だった13代稲川が出羽海一門の木瀬部屋へ移籍した[2]。
- また、新師匠になってから1年半で、17歳で幕下に上がった後長く足踏みしていた隆の勝を出稽古と猛稽古で鍛え上げ、無事関取に育て上げた。隆の勝は自身が師匠になってから初の関取となった。

### 貴乃花一門消滅 - 常盤山部屋創設
- 2018年6月に貴乃花親方が一門を離脱した事により、貴乃花一門が消滅。同年7月に日本相撲協会は全ての部屋は必ず一門に属さねばならないとの決定をしたため、9月21日に同じ旧貴乃花一門の阿武松部屋と大嶽部屋、時津風一門を離脱して無所属となっていた湊部屋と錣山部屋とともに、貴乃花一門となる前に元々所属していた二所ノ関一門に加入を申請し、認められた。
- 2018年10月1日、退職する貴乃花親方より「全員が千賀ノ浦部屋への移籍を希望しています」との強い依頼を受け、貴乃花部屋の力士たちと裏方全員を部屋へ迎え入れた。10月4日、部屋のTwitterに「どの子も我が子」と自ら書いた一筆をアップし、自らの弟子となった力士たちへの歓迎の意をあらわしている。
- 2018年11月場所において、小結の貴景勝が部屋の力士として初めて幕内最高優勝を果たした。
- 2019年3月場所後の番付編成会議において、貴景勝の大関昇進が決定した。
- 2020年11月場所において大関の貴景勝が2度目の幕内最高優勝を果たした。
- 2020年11月26日、両者間の当初からの取り決めだった5年で名跡を元に戻すことが理事会で承認され、20代千賀ノ浦は17代常盤山に戻った。これに伴い同日付で部屋の名称も「常盤山部屋」となった。常盤山の名跡での部屋経営は、明治時代の鷲ヶ濱音右エ門以来となった。
- 17代常盤山は名跡再交換により5年間限りと定めていた千賀ノ浦との関係を終了させた後、2021年2月16日に新宿舎を板橋区前野町に構えて常盤山部屋を創設した。物件は元々は建材を扱う会社の3階建ての建物で、2階を大部屋と個室、1階を稽古場、地下を倉庫として使用するという[3]。稽古場には17代常盤山の師匠にあたる土俵の鬼と呼ばれた第45代横綱若乃花の写真が三枚飾られていると関係者により伝えられている。コロナ禍中の為、二所ノ関一門の親方や関取が参加する部屋開きなどは行われない。
- 2021年1月27日の番付編成会議で貴健斗の新十両昇進が発表された。
- 2023年1月場所において大関の貴景勝が3度目の幕内最高優勝を果たした。2月23日にはときわ台駅前広場にて板橋区初の優勝報告会が開かれ2,000人を超える人々が祝福した。
- 2023年9月場所において大関の貴景勝が4度目の幕内最高優勝を果たした。
- 2024年9月場所の途中で関脇に転落していた貴景勝が引退、年寄湊川を襲名し常盤山部屋付きの親方となった。
- 2025年1月29日の番付編成会議で若ノ勝の新十両昇進が発表された。

## 不祥事
- 2018年12月、幕内・貴ノ岩が同年の冬巡業中に暴行問題を起こしたことが報道され、引責により引退した[4]。なお、20代千賀ノ浦は監督責任を問われ、相撲協会より譴責処分を受けた[5]。
- 2019年9月場所前の9月3日、8月31日に十両・貴ノ富士が稽古総見後に部屋へ戻った後、付き人の序二段力士に対して暴行問題を起こしたことが報道された[6]。同月2日に被害者力士ら3人が姿を消したため、20代千賀ノ浦が連絡をとって2日深夜に詳細を把握[7][8]。20代千賀ノ浦は3日に相撲協会の鏡山コンプライアンス部長に報告し、9月場所の出場自粛の申し出が了承された[9]。相撲協会はコンプライアンス委員会（青沼隆之委員長＝元名古屋高検検事長）に調査と処分意見の答申を委嘱し、同委員会は9月5日から調査を開始[10][11]。その結果、貴ノ富士による付け人への暴行・差別的発言[12][13]や貴源治による新弟子への理不尽な命令・処罰[14]が判明した。同月26日の理事会で貴ノ富士には自主引退を促す決議（答申は引退勧告）がなされ、貴源治はけん責、20代千賀ノ浦には師匠としての監督責任を問われ報酬減額6ヵ月 (20%) の処分が通達された[15]。貴ノ富士は処分を不服として翌27日に文部科学省で記者会見を行った[16]が、10月11日に日本相撲協会は貴ノ富士の引退届を受理したと発表し、貴ノ富士は現役を引退した[17]。
- 2021年7月20日、十両・貴源治が大麻煙草を使用していたことが日本相撲協会から発表された。名古屋場所中の同月17日に内部通報が協会にあったため、同月18日の千秋楽後に尾車コンプライアンス部長が貴源治本人と師匠を聴取し、使用の事実を把握。その後、翌19日の薬物検査（尿検査）で大麻陽性の判定を受けた。これを受けての聴取で貴源治は名古屋場所中に大麻煙草の使用を認めた。協会は直ちに警察に通報、貴源治は事情聴取を受け、その後帰宅を許されて部屋で師匠の指示により謹慎となった。協会はコンプライアンス委員会に事実関係の調査と処分意見の答申を委嘱しその結果[18][19]、同月30日、貴源治については解雇、17代常盤山については監督責任を問われ、委員から年寄への降格処分が協会より科された[20]。
- 貴源治の不祥事により2年8ヶ月に渡り年寄への降格処分が科せられていたが、2024年3月27日新職務分掌で常盤山の委員復帰が認められた。

## 所在地
- 東京都板橋区前野町6-32-3
  - 東武東上線ときわ台駅徒歩14分[21]

## 師匠
千賀ノ浦部屋時代
- 19代:千賀ノ浦靖仁（ちがのうら やすひと、関脇・舛田山、石川）
- 20代:千賀ノ浦太一（ちがのうら たいち[22]、小結・隆三杉、神奈川）

常盤山部屋時代
- 17代:常盤山太一（ときわやま たいち[23]、小結・隆三杉、神奈川）

## 部屋付き親方
- 湊川貴信（みなとがわ　たかのぶ、大関・貴景勝、兵庫）

## 世話人
- 嵐望将輔（らんぼー しょうすけ、幕下・嵐望、東京） ※貴乃花部屋から移籍
- 栃の山博士（とちのやま ひろし、幕下・栃の山、東京）

## 力士

### 現役の関取経験力士
- 隆の勝伸明（関脇・千葉）19代、20代千賀ノ浦→17代常盤山弟子
- 貴健斗誠虎（十4・熊本）20代千賀ノ浦→17代常盤山弟子※貴乃花部屋から移籍
- 若ノ勝栄道（十11・栃木）17代常盤山弟子

### 幕内
大関
- 貴景勝貴信（兵庫）20代千賀ノ浦→17代常盤山弟子※貴乃花部屋から移籍

前頭
- 貴ノ岩義司（前2・モンゴル）20代千賀ノ浦弟子※貴乃花部屋から移籍
- 舛ノ山大晴（前4・千葉）19代、20代千賀ノ浦→17代常盤山弟子
- 貴源治賢（前10・栃木）20代千賀ノ浦→17代常盤山弟子※貴乃花部屋から移籍

### 十両
- 貴ノ富士三造（十5・栃木）20代千賀ノ浦弟子※貴乃花部屋から移籍